# Dharma
El dharma (en sánscrito: धर्म, romanizado: dharma; en pali: dhamma) o darma es un concepto que se emplea, con ligeras diferencias, en casi todas las doctrinas, filosofías y religiones de origen indio (las religiones dhármicas), tales como el hinduismo, el budismo, el jainismo, el sijismo y otras. Debido a su complejo significado, no existe una traducción directa de una sola palabra para dharma en las lenguas europeas. Suele traducirse como «rectitud», «mérito» o «deberes religiosos y morales» que rigen la conducta individual, o como «religión», «ley religiosa» o «conducta piadosa correcta». Aun así, su concepto como ley, conducta, camino u orden correcto o natural, presenta ciertas equivalencias con otros conceptos filosóficos o religiosos presentes en otras culturas, tales como el Tao en la cultura china, o el término avéstico Asha en la antigua cultura persa.
En el hinduismo, el dharma es uno de los cuatro componentes del Puruṣārtha, los objetivos de la vida, y se refiere a comportamientos que se consideran acordes con Ṛta, el orden que hace posible la vida y el universo.Incluye deberes, derechos, leyes, conducta, virtudes y una «forma correcta de vivir». Tiene una validez transtemporal.
En el budismo, dharma significa «ley y orden cósmicos», expresados por las enseñanzas del Buda. En la filosofía budista, dhamma/dharma es también el término para referirse a «fenómenos».
En el jainismo, dharma se refiere a las enseñanzas del Tirthankara (Yina) y al conjunto de doctrinas relativas a la purificación y la transformación moral de los seres humanos.
En el sijismo, dharma significa el camino de la rectitud y la práctica religiosa adecuada y los propios deberes morales hacia Dios.

## Nombre sánscrito
- dharma, en el sistema AITS (alfabeto internacional para la transliteración del sánscrito).[nota 2]
- धर्म, en escritura devanagari del sánscrito.[nota 2]
- Pronunciación:
  - /dhárma/ en sánscrito[nota 2] o bien
  - /dhárm/ en varios idiomas modernos de la India (como el hindí y el maratí).
  - /dhórm/ en bengalí.
  - /dhámma/ en idioma palí.

### Etimología
El sustantivo dharma se basa en la palabra dhara, que proviene del sánscrito dhri, que significa ‘poseer’, ‘conservar’, ‘mantener’.
La palabra proviene de una raíz indoirania dhar ‘ajustar, soportar, sostener’, conectada con
- el avéstico dar
- el griego θρόνος /'θɾonos/ (thronos), θρᾶ-νος /'θɾanos/ (thranos)
- el latín frēnum (‘rienda para caballo, freno’), y frētus.
- el antiguo alto alemán tarni [latens] (‘oculto, retirado’) y
- en eslavo eclesiástico drъžǫ, drъžati (‘sostener, poseer’).

Se ha sugerido,[cita requerida] aunque permanece incierta, la identidad etimológica entre dharma y el latín firmus (de donde proviene el español «firme»).
El antónimo de dharma es adharma (‘irreligión’).

### Significado
Dharma tiene varios significados, como
‘religión’,
‘enseñanza’,
‘ley natural’,
‘naturaleza’,
‘conducta correcta’,
‘virtud’,
‘aquello que sostiene o mantiene unido’,
‘verdad’,
‘algo establecido o firme’, figurativamente: ‘sustentador, apoyo’ (en el caso de deidades) y en sentido más abstracto, es similar al término griego nomos, ‘norma fija, estatuto, ley’.
Todo ser humano tiene un dharma, un deber supremo cuando ejecuta sus actos, y es el utilizar la acción para realizarse interiormente. La misma naturaleza tiene también su dharma, su deber: el del Sol es iluminar y dar vida; el de los animales, entre otras funciones, es el de servir de alimento a sus depredadores, y estos a los siguientes en la cadena alimenticia, con el fin de preservar la vida, etcétera. El dharma más alto del ser humano es el conocimiento de sí mismo.
El libre albedrío existe como la capacidad de identificarte o no con las acciones que ejecutas. Una persona reacciona por los hábitos, pero puede reaccionar no para modificar la acción sino para identificarse o no con ese resultado. Esa no identificación con la acción es lo que se llama libre albedrío, pero no en la modificación de la acción.
Es la modificación de la asociación a la acción, lo que se llama Dharma. La única libertad que tenemos es el Dharma.

### Historia de la palabra
La palabra dharma aparece ya en el Átharva vedá (I milenio a. C.) y en el sánscrito clásico.
En idioma pāli toma la forma dhamma (como se utiliza muchas veces en el budismo).
El erudito inglés del siglo XIX, Monier-Williams propone como traducciones (en el ámbito espiritual y religioso) ‘virtud, moralidad, religión, mérito religioso’. Pero también significa "propósito" o "intención"; ergo: tener un buen dharma es tener un buen propósito, una buena intención de vida. De ahí su parentesco con "virtud".
La palabra dharma ya estaba en uso en la religión védica histórica y su significado y alcance conceptual evolucionó a lo largo de varios milenios.

## El dharma en las religiones dhármicas

### El dharma en el hinduismo
En el hinduismo, el dharma significa las conductas que se considera que están de acuerdo con el rita (es decir con el orden que hace posible la vida y el universo) e incluye deberes, derechos, leyes, conducta, virtudes y un recto modo de vivir. 
En el hinduismo, el dharma es la ley universal de la naturaleza, ley que se encuentra en cada individuo lo mismo que en todo el universo.
A nivel cósmico esta ley se concibe manifestada por movimientos regulares y cíclicos.
Por este motivo se simboliza al dharma como una rueda (dharma-chakra: ☸) que torna o gira sobre sí misma.
Este símbolo es el que se encuentra en la bandera de la India.
A nivel del individuo humano, el dharma adquiere una nueva acepción: la del deber ético y religioso que cada cual tiene asignado según su determinada situación de nacimiento.
Existen varios textos acerca del tema del deber, llamados genéricamente Dharmasastra, entre los que se incluyen las Leyes de Manu.
Los hinduistas no llaman «hinduismo» a su religión, sino sanatana dharma, que se traduce como ‘religión eterna’.
Igualmente la conducta del dharma a seguir estaría relacionada con sattva, la más elevada de las tres guna.
Así, para el hinduismo, el cumplir el Dharma sería una forma de lograr obtener un buen Karma, o ser un camino a seguir para lograr la liberación espiritual.

#### El dios Dharma
En la epopeya india del Majábharata también aparece la figura de Dharma representado como un dios (Iama, el superintendente de la muerte), que encarna como un hombre, Iudistira, que es un emperador mencionado en el Majabhárata (texto épico-religioso del siglo III a. C.). 
El texto cuenta que cuando se retiró, por causa de edad, vivió en las ciudades indias para hacer meditación y encontrar el camino de la superación del ciclo de las reencarnaciones, algo que era habitual antiguamente para llevar a cabo el Áshram. Debido a ello no murió, pues fue llevado en cuerpo y alma al Cielo de Indra, el jefe de todos los dioses, donde todavía seguiría viviendo.

### Eldharmaen el budismo
En el budismo, dharma significa ‘ley cósmica y orden’, aunque también se aplica a las enseñanzas de Buda dadas para alcanzar el nirvana, y con ello la liberación del samsara (que nos mantiene en los seis reinos de existencia). En la doctrina budista, el dharma es también el término usado para ‘fenómenos’. 
Dentro del budismo la noción del dharma (entendido como doctrina) se dividió para su mejor comprensión en las llamadas Tipitaka:
- sutras (enseñanzas del Buda Siddharta Gautama mismo);
- vinaias (reglas monásticas proporcionadas por el Buda); y
- abhidharma (comentarios y discusiones sobre los sutras y vinaias por los sabios de períodos posteriores).

Estos tres conjuntos de escritos conforman el Canon Pali o también tal cual se ha dicho llamado Tipitaka. El dharma es una de las llamadas tres joyas (mani) o tesoros del budismo junto con el Buda y la Sangha.
Es por esto que la mención de la palabra dharma es frecuente entre los budistas, ya que constituye uno de los principales elementos de la llamada «fórmula del triple refugio»:
En la shanga [‘comunidad’] me refugio
en el dharma [‘doctrina’] me refugio
en el Buda me refugio
y por ellos actúo.

### Eldharmaen el jainismo
En el jainismo el dharma se refiere a las enseñanzas de los yinas y el cuerpo de la doctrina relativa a la purificación y transformación moral de los seres humanos. 
En el jainismo el dharma se entiende principalmente como ‘movimiento’ de la dravia o substancia universal. En tal sentido dentro del jainismo el dharma es una de las siete categorías de la dravia, siendo las otras
- adharma (irreligión, impiedad),
- akasa (éter, sustancia intangible),
- pudgala,
- kala (tiempo) y
- yiva-atma (viva-alma).

La rueda del dharma que se encuentra en la bandera de la India es conocida oficialmente como chakra de Ashoka, aunque el emperador Ashoka fue un destacado budista, la rueda del dharma que se usó en sus monumentos remitía en su simbolismo principalmente a la acepción hinduista (la más antigua) del dharma.

### Eldharmaen el sijismo
En el sijismo, la palabra dharm significa ‘el camino de la justicia’.

## El dharma en símbolos

La rueda en el centro de la bandera de la India simboliza el dharma.

La importancia del dharma para la civilización india queda ilustrada por la decisión de la India en 1947 de incluir el Ashoka Chakra, una representación del dharmachakra (la "rueda del dharma"), como motivo central de su bandera.

## Similitudes o paralelismos con otras tradiciones
Al ser el Dharma una guía para la conducta y camino correcto, podemos encontrar similitudes y paralelismos en muchas tradiciones. Ejemplo de ello es el concepto de Gran rectitud en el Taoísmo, el cual hace referencia a un estado de integridad y justicia moral; el cual 
se considera un camino hacia la vida virtuosa y armoniosa con el Tao, en el que uno actúa de manera correcta y justa en todas las situaciones.

## Eldharmaen la cultura popular
- The dharma bums (Los vagabundos del dharma, publicada en 1958) es una novela del escritor estadounidense Jack Kerouac (1922‑1969), escritor y uno de los principales representantes del movimiento beat generation. En ella se aborda el tema del desarrollo personal a través de la meditación y los conocimientos del budismo. La novela se desarrolla en California y en ella aparecen (en seudónimo) notables y reconocibles personajes de la Generación Beat, como Lawrence Ferlinghetti, Allen Ginsberg, Gary Snyder y el propio autor. Es considerada una de sus mejores novelas y obra capital de su época.
- En el álbum This Was (1968), de la banda Jethro Tull, hay una canción titulada Dharma for One (‘el sendero para uno’), la cual tocarían dos años más tarde también en el Festival de la Isla de Wight (ver vídeo en YouTube.com).
- El personaje principal femenino del programa de televisión Dharma y Greg se llama Dharma. Fue criada por padres jipis, practica yoga y adhiere a la espiritualidad oriental.
- La Iniciativa Dharma es el nombre que en la serie estadounidense Lost (Perdidos) toma una organización relacionada con investigaciones científicas (desde zoología y sociología hasta investigaciones médicas avanzadas).
- En el videojuego Suikoden III, la motivación del principal antagonista (Luc) está basada en el concepto del dharma.
- La Companyia Elèctrica Dharma es un grupo musical catalán que fusiona la música folk estadounidense con ritmos modernos como el jazz estadounidense y el rock estadounidense.
- En 2014, el juego de Sucker Punch Productions, Infamous: Second Son relaciona su trama muy fuertemente con los conceptos del dharma y del karma.
- En 2016, el DJ y productor Headhunterz junto al productor KSHMR crearon una canción llamada «Dharma».
- En 2018 se lanzó Dharma, una edición del juego de naipes Mitos y leyendas dedicada a la mitología y cultura hinduista.
- El compositor finlandés Einojuhani Rautavaara estrenó su obra Nirvana dharma para coro, soprano y flauta.
- Buck Dharma es el nombre artístico del guitarrista y cantante estadounidense Donald Roeser (1947‑), fundador de la banda de rock estadounidense Blue Öyster Cult (1967‑).